# .tk
.tk je vrhovna internetska domena (country code top-level domain - ccTLD) za Tokelau. Domenom upravlja Dot TK.

## Vanjske poveznice
- IANA acija  Arhivirana inačica izvorne stranice od 7. rujna 2008. (Wayback Machine)